# Rüti bei Lyssach
Pour les articles homonymes, voir Rüti.
Rüti bei Lyssach est une commune suisse du canton de Berne, située dans l'arrondissement administratif de l'Emmental.